# 21301 Zanin
21301 Zanin (tên chỉ định: 1996 WE3) là một tiểu hành tinh vành đai chính. It was được phát hiện năm Farra d'Isonzo, Ý, ngày 22 tháng 11 năm 1996. Nó được đặt theo tên Antonio Zanin, an Italian entrepreneur.